# Palatul Yıldız

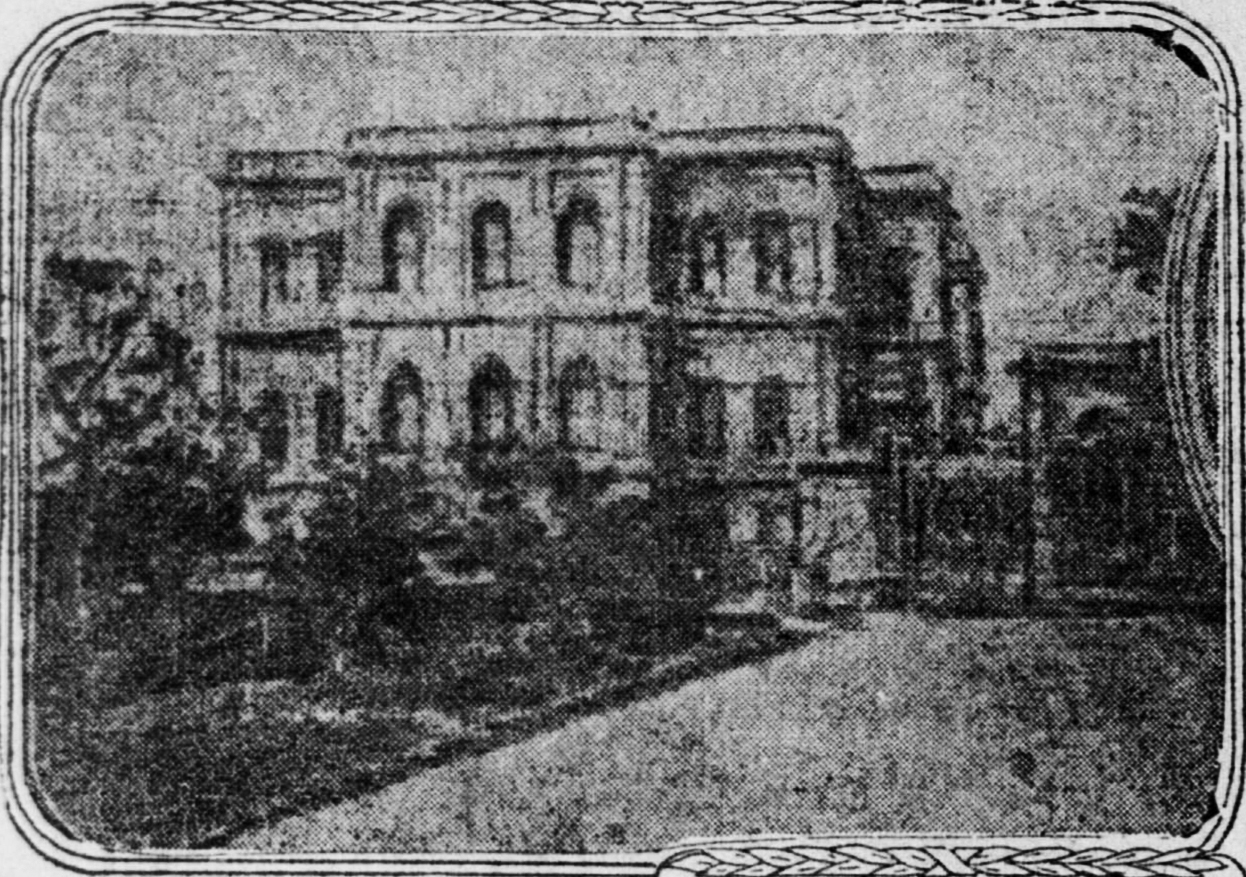
1909 vedere la Palatul Yıldız

Palatul Yıldız (turcă Yıldız Sarayı, AFI: [jɯɫˈdɯz saɾaˈjɯ]) este un complex vast al fostelor pavilioane și vile otomane imperiale din Istanbul, Turcia, construit în secolele XIX și începutul secolului XX. Sultanul și curtea sa au fost folosite ca reședință la sfârșitul secolului XIX.

## Legături externe
- Department of National Palaces: Yıldız Palace website
- Picture gallery of park and palace